# Базилика Святых Вонифатия и Алексия
Базилика святых мученика Вонифатия (Бонифация) и Алексия человека Божия расположена на Авентинском холме в Риме. Была существенно перестроена в XVIII веке в стиле барокко, хотя сохранила романские крипту и колокольню XII-XIII веков. Главными святынями храма являются мощи святых Вонифатия и Алексия, почивающие под главным престолом и икона Эдесской Божией Матери, иначе называемая «Мадонна ди Сант-Алессио».

## История базилики
Первоначальная церковь на месте нынешней базилики была построена в конце V века. Сведения о почитании святого мученика Вонифатия, чьи мощи сохранялись в этой часовне, относятся к началу VII века. Последующая традиция связывает место постройки церкви с домом Евфимиана и Аглаиды — родителей святого Алексия, где прошли последние семнадцать лет жизни Алексия.
К X веку на Авентине сложилась большая греческая колония, ядро которой составили православные, бежавшие в Рим от преследований иконоборцев в VIII-IX веках. Богослужения в близлежащих церквах Санта-Мария-ин-Космедин и Сан-Джорджо-аль-Велабро велись по греческому обряду. В 977 году церковь святого Вонифатия была передана папой Бенедиктом VII бежавшему от мусульманских притеснений митрополиту Сергию Дамасскому. Сергий основал здесь монастырь, в котором жили монахи греческого и латинского обряда. С прибытием на Авентинский холм греческих монахов связывается почитание святого Алексия, имя которого появляется в римских святцах в X веке. В 986 году монастырский храм был освящен уже в честь двух святых — Вонифатия и Алексия.
Основанный Сергием монастырь, впоследствии известный как «Обитель Святых», в течение последующих веков являлся одним из духовных центров Италии, а его насельники вели миссионерскую работу в Восточной Европе. Самым известным из выходцев авентинской обители является святой Адальберт Пражский. С миссионерской деятельностью насельников обители связывается быстрое распространение почитания святого Алексия по всей католической Европе.
В понтификат Гонория III (1216—1227), происходившего из знатной римской семьи Савелли, владевшей близлежащей крепостью Рокка-Савелли, церковь была перестроена в трехнефную базилику, боковые нефы которой были отделены от основного аркадами, опирающимися на восемь колонн с каждой стороны. При перестройке в 1216 году мощи святого Алексия человека Божия были обретены и помещены под главным престолом базилики. При этом же папе пол базилики, сохранившийся и при последующих перестройках, был выполнен в стиле Космати. Базилике покровительствовал и ещё один папа из семьи Савелли — Гонорий IV (1285—1287).
В 1426 году монастырь и базилика были переданы папой Мартином V ордену иеронимитов-обсервантов, которые владели ими в течение последующих четырёх веков. Иеронимиты внесли некоторые изменения в облик базилики в конце XVI-начале XVII веков, зафиксированные в книге «Il Tempio e monasterj dei Santi Bonifacio ed Alessio», написанной в 1752 году миланским аббатом Феличе Мариа Нерини (1705—1787). В 1587 году базилика была возведена в ранг кардинальской, то есть её титулярными наместниками становятся исключительно кардиналы.
Свой нынешний вид базилика святых Вонифатия и Алексия приобрела в результате значительной перестройки, предпринятой иеронимитами в преддверии юбилейного 1750 года и завершенной в 1755 году. Работы велись по проекту Джованни Баттиста Нолли (1701—1756) из Комо, а после его смерти были завершены римским архитектором Томмазо де Марки (1693—1759). Средства для перестройки были выделены титулярным кардиналом базилики Анджело Мария Кверини (1680—1755), епископом Брешии и «архивариусом святой Римской Церкви». В результате перестройки базилика приобрела нынешний барочный вид и размеры: 50 метров в длину, 23 — в ширину и 19 — в высоту. Были сохранены крипта и колокольня XII-XIII веков, а также венчающий тимпан византийский крест X века.
В 1846 году базилика святых Вонифатия и Алексия и монастырь были переданы папой Пием IX (1846—1878) нынешним владельцам -Братству клириков Сомаски. При них были завершены работы по отделке главного нефа под руководством Микеле Оттавиани и апсиды под руководством Карло Гавардини (1811—1869) из Пезаро.

## Описание базилики

### Фасад и колокольня
(1) (здесь и далее номера соответствуют номерам на плане) Фасад базилики выполнен в конце XVI — начале XVII веков по образу римской церкви Святых Апостолов. Крест, венчающий тимпан, выполнен в X веке в византийском стиле и является одним из немногих свидетельств о храме, существовавшем до перестройки Гонория III.
(2) Гипсовая статуя папы Бенедикта XIII (1724—1730), установленная по заказу кардинала Анджело Мария Кверини, спонсировавшего перестройку храма в 1750—1755 годах.
(3) Портал в стиле Космати (начало XIII века), сохранившийся от базилики Гонория III.
(4) и (5) Канделябры предположительно школы Арнольфо ди Камбио, ранее украшавшие кенотаф папы Гонория IV (на его месте теперь капелла святого Алексия — (21))
(23) — Романская кирпичная колокольня XII-XIII веков (подобная колокольням Санта-Мария-ин-Космедин, Санта-Чечилия-ин-Трастевере, Санта-Мария-Маджоре, Санта-Мария-ин-Трастевере) высотой более 30 метров.

### Главный алтарь, трансепт и апсида
(14) На пересечении осей главного нефа и трансепта находится главный престол базилики. Под престолом в мраморном саркофаге почивают мощи святых Вонифатия и Алексия, о чём свидетельствует надпись «S BONIFATI MART(yr) S ALEXII CONFE(ssor)». Богато украшенный киворий, осеняющий алтарь, сооружён в конце XVI века, а престол приобрёл современный вид в результате перестройки середины XVIII века.
Каменная плита (13а) с ранее существовавшего престола была сохранена и помещена вертикально в апсиде за горним местом. Эта плита обрамлена двумя изящными маленькими мраморными колоннами (13b) в стиле Космати (около 1180). Эти две колонны ранее находились в базилике Сан-Бартоломео на Тибрском острове и были перемещены в Сант-Алессио в 1638 году. Семнадцать идентичных колонн, оставшиеся в Сан-Бартоломео, исчезли в конце XVIII века из разграбленного французскими войсками храма.
За главным престолом находятся четыре надгробия, а именно:
(12а) Пьетро Савелли (умер 1288), изображённого в диаконском облачении, из семьи Савелли, покровительствовавшей базилике,
(12b) Джан Винченцо Гонзага (1540—1591) из Палермо, первого (с 1587) кардинала — титулярного настоятеля базилики,
(12c) Блаженного Лопе (иначе Лупо) (1370—1433) из Олмедо, основателя ордена иеронимитов-обсервантов, в чьем владении базилика находилась с 1426 по 1846 годы)
(12d) Оттавио Паллавичини (умер 1611), кардинала — титулярного настоятеля базилики.
По обе стороны апсиды находятся лестницы, ведущие в романскую крипту базилики.
В левой части трансепта находится (15) капелла святого Иеронима Эмилиани (1486—1537) — основателя ордена Клириков Сомаски. Первоначально на этом месте находилась частная капелла семьи Гвиди ди Баньо. Клирики Сомаски, получив базилику от папы Пия IX в 1846 году, посвятили капеллу своему основателю. Работы по перестройке капеллы были произведены до 1850 года под руководством Микеле Оттавиани. За алтарем находится картина Карло Гавардини «Святой Иероним с сиротой перед Мадонной».
В правой части трансепта в 1674 году аббатом Анджело Порро была устроена (11) капелла Святых Таин ("Святого Причастия"). Капелла последовательно была реконструирована во время общей перестройки базилики в 1750—1755 годах, обновлена в 1814 году на средства бывшего испанского короля Карла IV, жившего в Риме в монастыре Сант-Алессио после своего удаления из Испании, и тщательно отреставрирована в 1935 году Антонио Муньосом. Дарохранительница относится к эпохе Возрождения.
Над алтарём капеллы Святых Тайн находится почитаемая чудотворной икона Божией Матери «Мадонна ди Сант-Алессио». По местному преданию образ, написанный евангелистом Лукой, был привезён в Рим митрополитом Сергием Дамасским в 977 году, и это и есть Эдесская икона Божией Матери, от которой эдесскому церковному сторожу был глас Богородицы, назвавший Алексия человеком Божиим. Современные исследователи называют временем создания иконы XII-XIII века.
На иконе Божия Матерь изображена без Богомладенца, немного склонённой в правую сторону, её правая рука обращена вверх, а левая простёрта к молящимся, что подчёркивает Её непрестанное ходатайство перед Сыном за всех христиан. Таким образом, эта икона напоминает образ из деисусного ряда иконостаса православного храма, что указывает на её возможное греческое происхождение. В Риме помимо Мадонны-ди-Сант-Алессио существует ещё одна похожая икона — образ «Жертвенник Небесный» (Мадонна Арачели) в базилике Санта-Мария-ин-Арачели на Капитолийском холме. В 1645 году Мадонна-ди-Сант-Алессио была коронована по папскому указанию.

### Правый неф
(6) Кенотаф кардинала Метелло Бики (умер 1617), титулярного кардинала базилики, архиепископа Сиены.
(7) Могила Антонио Манчини (1852—1930) — итальянского художника-импрессиониста. В его доме в 1928—1932 годах арендовал апартаменты Джованни Баттиста Монтини (будущий Павел VI). Останки Антонио Манчини были перенесены в базилику в январе 1935 года и помещены в гробницу, спроектированную Антонио Муньосом (1884—1960).
(8) Капелла Распятия с алтарным образом середины XVIII века
(9) Памятник княгини Элеоноры Буонкомпаньи (умерла 1695), перенесенный в базилику в 1936 году из разрушенной церкви Санта-Лючия-деи-Джиннази
(10а) Надгробие Луиджи Замбарелли (1877—1946), генерала Клириков Сомаски в течение шести лет, ректора базилики и благотворительного общества «Слепых святого Алексия»
(10б) Картина XVII века, на которой изображён умирающий под лестницей святой Алексий, держащий в руках свиток и взирающий на Ангела, несущего венец славы.

### Левый неф
(21) Капелла святого Алексия. Устроена в XVIII веке на месте, где находился кенотаф папы Гонория IV. Работа по обустройству барочной капеллы осуществлены римским декоратором и скульптором Андреа Бергонди (умер в 1789). За алтарём капеллы находится гипсовая статуя святого Алексия, облечённого в одежду пилигрима с странническим посохом в руке, умирающего в каморке под лестницей. Позолоченная деревянная лестница, помещённая в стеклянный футляр, является, по местному преданию, подлинной лестницей из дома родителей святого Алексия.
(20) Колодец дома родителей святого Алексия
(19а) Могила Доменико Саваре (1813—1895), священника братства Клириков Сомаски, прославившегося делами милосердия
(19b) Картина Жана Франсуа де Труа (1679—1752) «Святой Иероним Эмилиани препоручает осиротевших девочек Божией Матери» (1749).
(18) Капелла блаженного Иеронима и святой девы Марселлы. Заалтарный образ титульных святых выполнен в середине XVIII века неизвестным мастером римской школы.
(17) Копия (начало XX века) работы Пьетро Гальярди (1809—1890) «Молитва Мадонне святого Иеронима Эмилиани». Оригинал находится в одном из приютов Клириков Сомаски.
(16) Надгробие Джузеппе Бриппио (1378—1457), миланского священника, гуманиста и поэта, автора поэмы о святом Алексии.

## Полезная информация
Современный адрес базилики святых Вонифатия и Алексия — Пьяцца Сант-Алессио, 23. Она расположена на Авентинском холме, на перекрестке улиц Санта-Сабина и Сант-Алессио. Ближайшие станции метро линии В — Circo Massimo и Piramide. От церкви Санта-Мария-ин-Космедин на Авентинский холм ведёт живописная улица-лестница — Скала-Рокка-Савелла.
По состоянию на апрель 2016 года базилика открыта для посетителей ежедневно с 09:00 до 12:00 и с 15:30 до 18:30.

## Титулярная церковь
Церковь Святых Вонифатия и Алексия является титулярной церковью, кардиналом-священником с титулом церкви Святых Вонифатия и Алексия со 27 августа 2022 года, является бразильский кардинал Паулу Сезар Кошта.